# Pintér Tamás (kaszkadőr)
Pintér Tamás (Budapest, 1941. december 12. – Budapest, 2012. március 14.) magyar kaszkadőr, öttusaedző, vívó szakedző.

## Életpályája
Pintér Tamás a Testnevelési Főiskola hallgatójaként Várkonyi Zoltán filmjeiben dolgozott kaszkadőrként. Munkája annyira megtetszett az idős mesternek, hogy Várkonyi 1967-ben meghívta tanítani a Színház- és Filmművészeti Főiskolára a friss diplomás Pintért. A sokoldalú sportember évtizedeken át akrobatikát, gimnasztikát, vívást és lovaglást tanított a növendékeknek, majd egyetemi docensként innen is vonult nyugdíjba.
Első házastársa Piros Ildikó színésznő, gyermekük Pintér András, második felesége Lőte Enikő zongoraművésznő, leányuk Pintér Enikő, a harmadik pedig  Balogh Erika színésznő volt.
Élénk társadalmi életet élt; a Független Magyar Kaszkadőrök Szövetségének elnöke és a Magyar Kaszkadőrök Szakszervezetének elnöke volt. Érdemei elismeréseként Belváros-Lipótváros díszpolgára és a Magyar Köztársasági Arany Érdemkereszt tulajdonosa, majd posztumusz a Magyar Érdemrend Lovagkeresztjének kitüntetettje lett.
Hobbijait ugyanolyan megszállottan űzte, mint hivatását. A lóversenysport ügető szakágában egyik kezdeményezője és állandó résztvevője volt a szilveszteri művész-amatőr futamoknak. Inspirációjára több kaszkadőr társa is (Kruchió Ágnes, Martinek János, Piroch Gábor) bekapcsolódott a versenyzésbe. 1997-ben a Hongkong Challenge föld-körüli vitorlásversenyen a győztes magyar hajó legénységének tagja volt.

## Munkássága
Számos filmben és színházi előadásban dolgozott. Ezek közül a leghíresebb a Gérard Depardieu főszereplésével készült Cyrano de Bergerac, de Jancsó Miklós Magyar rapszódiájá-ban, Bereményi Géza Eldorádó-jában, a Linda című sorozatban és Goda Krisztina Kaméleon című filmjében is közreműködött. A Pesti Színházban játszott A dzsungel könyve című produkció mozgásai és a Magyar Színház Rómeó és Júliá-ja vívójelenetei is az ő kreativitását dicsérik.
Négyszázadik filmszereplése után felterjesztették a kaszkadőrök Oscar-díjára.
Az ő ötletéből született az 56 csepp vér című musical is.

## Megemlékezés
Tanítványai 2013 decemberében rendezték meg az I. Pintér Tamás “Oroszlán” Meghívásos Szablyavívó Emlékversenyt.